# Suzy Nakamura

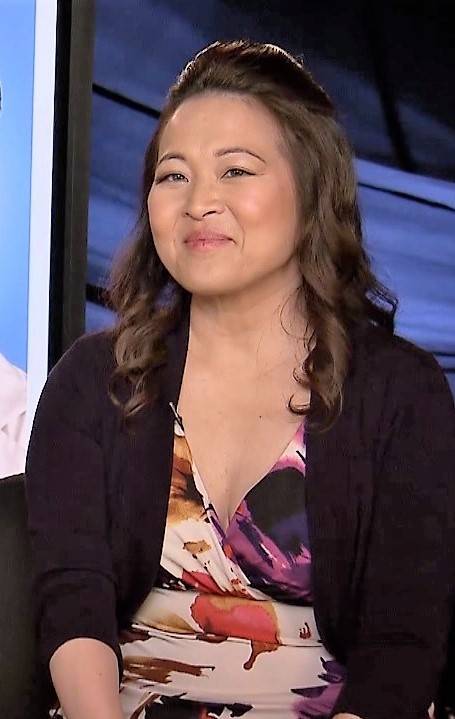
Suzy Nakamura, 2017

Susan Aiko Nakamura (* 2. Dezember 1968 in Chicago, Illinois) ist eine US-amerikanische Schauspielerin.

## Leben
Suzy Nakamura studierte Schauspiel und Improvisationscomedy bei der Theatergruppe The Second City. In dem von Rea Tajiri inszenierten Independentfilm Strawberry Fields debütierte Nakamura als Filmschauspielerin in der Hauptrolle. Seitdem spielte sie kleinere Nebenrollen in Kinofilmen wie Jungfrau (40), männlich, sucht … und Evan Allmächtig. In Fernsehserien wie The West Wing – Im Zentrum der Macht, Half & Half und 10 Dinge, die ich an dir hasse spielte sie ebenfalls Nebenfiguren, die in unregelmäßigen Abständen auftraten. Von 2012 bis 2013 war sie als Yolanda in der Sitcom Go On zu sehen.
Von 2015 bis 2017 war sie als Allison Park in der Serie Dr. Ken in einer Hauptrolle zu sehen.

## Filmografie (Auswahl)

### Filme
- 1997: Strawberry Fields
- 1998: Deep Impact
- 1999: 8mm – Acht Millimeter (8MM)
- 2004: Voll auf die Nüsse (Dodgeball: A True Underdog Story)
- 2005: Frau mit Hund sucht … Mann mit Herz (Must Love Dogs)
- 2005: Jungfrau (40), männlich, sucht … (The 40 Year-Old Virgin)
- 2006: Es lebe Hollywood (For Your Consideration)
- 2007: Evan Allmächtig (Evan Almighty)
- 2008: Thomas in geheimer Mission (Spy School)
- 2011: Die kleine blaue Lokomotive (The Little Engine That Could)
- 2022: Luck (Stimme)
- 2023: A Killer’s Memory (Knox Goes Away)

### Serien
- 1999–2000: The West Wing – Im Zentrum der Macht (The West Wing, 9 Folgen)
- 2002–2006: Half & Half (10 Folgen)
- 2004: King of Queens (The King of Queens, Folge 7x05)
- 2006–2007: Help Me Help You (12 Folgen)
- 2008: Grey’s Anatomy (Folge 5x03)
- 2009–2010: 10 Dinge, die ich an dir hasse (10 Things I Hate About You, 6 Folgen)
- 2009–2010: Modern Family (2 Folgen)
- 2011: How I Met Your Mother (Folge 6x18)
- 2012–2013: Go On (22 Folgen)
- 2014–2018: Die Goldbergs (The Goldbergs, 4 Folgen)
- 2015–2017: Dr. Ken (44 Folgen)
- 2015, 2019: Veep – Die Vizepräsidentin (Veep, 3 Folgen)
- 2018: Elementary (Folge 6x14)
- 2018: Black-ish (2 Folgen)
- 2018: Seattle Firefighters – Die jungen Helden (Station 19, 1 Folge)
- 2019: Tacoma FD (6 Folgen)
- 2019–2022: Dead to Me (7 Folgen)
- 2020: The Neighborhood (1 Folge)
- 2020–2022: Avenue 5
- 2021: Snowfall (10 Folgen)
- 2021–2022: Inside Job  (18 Folgen)